# Anoki
Anoki (geboren 1994 in Utrecht, bürgerlich Florian Grießmann) ist ein deutscher Sänger und Rapper aus Berlin.

## Leben
Florian Grießmann wurde 1994 als Sohn eines in Indonesien geborenen Vaters mit amerikanischer Staatsbürgerschaft und einer deutschen Mutter in Utrecht geboren und wuchs in Schweinfurt auf. Bereits in seiner Kindheit wurde er mit Alltagsrassismus und Racial Profiling konfrontiert. Nach dem Abitur studierte er in Leipzig ein Jahr Geschichte und Musikwissenschaft, anschließend in Jena für einige Zeit Politikwissenschaft und Linguistik.
Nach seinem Umzug nach Berlin startete er 2019 seine Musik-Karriere als Anoki. Im gleichen Jahr nahm an einem Shooting einer Bildagentur teil. Ein dabei entstandenes Stockfoto wurde auf Getty Images zum beliebtesten Foto für den Suchbegriff „urban man“ und fand weite Verbreitung in verschiedensten Werbekampagnen. Grießmann wird dadurch sehr oft darauf angesprochen, kann sich mit vielen Kampagnen  nicht identifizieren und wird finanziell nicht an diesen beteiligt, er erhielt einmalig 60 €. Der Versuch, gegen die Verwendung anwaltlich vorzugehen war erfolglos.
Florian Grießmann ist neben Anoki für andere Künstler als Songschreiber tätig, wie zum Beispiel für Klan, OK Kid, Mele oder Kaffkiez.

## Karriere als Anoki
2019 veröffentlichte Anoki – zu deutsch Schauspieler – seine Debütsingle „Gänse“ über das Label „Neubau Music“. Im gleichen Jahr begleitete er OK Kid auf ihrer „Sensation“-Tour. 2021 nahm Anoki am PopCamp teil. Nach weiteren Single-Veröffentlichungen erschien 2022 seine erste EP „Irgendwann wird alles leichter“. Im gleichen Jahr folgten diverse Festival-Auftritte wie auf dem MS Dockville oder dem Norden Festival. Im September 2022 ging er zusammen mit Kaltenkirchen auf die „Irgendwann“-Tour. 2023 spielte er unter anderem auf dem Rocco del Schlacko.
Anokis Debütalbum „Kopf wie 808“ wurde zwar ursprünglich im November 2023 angekündigt, jedoch Ende April 2024 drei Tage nach geplanten Releasetermin von ihm zurückgezogen. In diesem Zusammenhang kritisierte er die gestiegenen Anforderungen an Musikern und Musikerinnen sowie die Verwertungslogiken der Musikindustrie im digitalen Zeitalter.
Im April 2024 spielte Anoki bei drei Shows der Band Razz auf ihrer „Everything You Will Ever Need“-Tour.
Anoki reflektiert er in seiner Musik wiederkehrende Themen wie Herkunft, Rassismus und Diskriminierung. Er wird bei seinen Auftritten von Livemusikern am Schlagzeug und Keyboard sowie Gitarre unterstützt.

## Diskografie
EPs
- 2022: Irgendwann wird alles leichter (Frinks Milieu / The Orchard)

Singles
- 2019: Gänse (Neubau Music)
- 2019: Winter in Berlin (Neubau Music)
- 2020: Rote Fassaden (Neubau Music)
- 2021: Sie bauen eine Mall
- 2021: Is ok
- 2021: Irgendwann wir alles leichter
- 2022: Geister
- 2022: Paradies
- 2023: Da
- 2023: Sprite
- 2023: Lippen wie Rotwein
- 2023: Kopf wie 808
- 2023: Eriesee
- 2023: Falle im Schlaf/Outro
- 2024: Überschallgeschwindigkeit

Kompilationsbeiträge
- 2018: Anoki & Blimes – Vor die Hunde (listen to berlin 2018/2019 – CD-BMC 1801)

Gastauftritte
- 2020: The Hirsch Effekt (feat. Anoki) – Noja (Kollaps)[26]